# Brandon McBride
Brandon McBride (Windsor, 15 juni 1994) is een Canadees middellangeafstandsloper, die is gespecialiseerd in de 800 meter. Hij nam eenmaal deel aan de Olympische Spelen en won hierbij geen medailles.

## Loopbaan
In 2016 nam McBride deel aan de Olympische Spelen van Rio de Janeiro. Op de 800 m sneuvelde hij in de halve finale. Tijdens de WK eindigde McBride 8e in de finale van de 800 meter.

## Persoonlijke records
Outdoor
| Onderdeel | Prestatie | Datum             | Plaats    |
| --------- | --------- | ----------------- | --------- |
| 400 m     | 46,16     | 17 september 2010 | São Paulo |
| 400 m     | 45,89     | 23 augustus 2013  | Medellín  |
| 800 m     | 1.43,20   | 20 juli 2018      | Monaco    |
| 1500 m    | 3.41,55   | 25 juni 2016      | Guelph    |

Indoor
| Onderdeel | Prestatie | Datum           | Plaats       |
| --------- | --------- | --------------- | ------------ |
| 400 m     | 47,02     | 8 februari 2013 | Fayetteville |
| 500 m     | 1.01,40   | 7 februari 2014 | New York     |
| 800 m     | 1.47,16   | 14 maart 2015   | Fayetteville |
| 1000 m    | 2.23,60   | 5 februari 2016 | New York     |
| 1500 m    | 3.55,68   | 5 februari 2016 | New York     |
| Mijl      | 4.11,96   | 6 februari 2016 | New York     |

## Prestaties

### 800 m
Kampioenschappen
- 2014: DSQ Gemenebestspelen
- 2015: 9e Pan-Amerikaanse Spelen - 1.49,65
- 2016: halve finale OS - 1.45,41
- 2017: 8e WK - 1.47,09